# Pat Fenlon
Patrick Fenlon (Dublino, 15 marzo 1969) è un allenatore di calcio ed ex calciatore irlandese, di ruolo centrocampista attuale direttore generale del Linfield.

## Statistiche

### Statistiche da allenatore
Statistiche aggiornate al 31 agosto 2020.
| Stagione         | Squadra          | Campionato       | Campionato | Campionato | Campionato | Campionato | Coppe nazionali | Coppe nazionali | Coppe nazionali | Coppe nazionali | Coppe nazionali | Coppe continentali | Coppe continentali | Coppe continentali | Coppe continentali | Coppe continentali | Altre coppe | Altre coppe | Altre coppe | Altre coppe | Altre coppe | Totale | Totale | Totale | Totale | % Vittorie | Piazzamento |
| Stagione         | Squadra          | Comp             | G          | V          | N          | P          | Comp            | G               | V               | N               | P               | Comp               | G                  | V                  | N                  | P                  | Comp        | G           | V           | N           | P           | G      | V      | N      | P      | %          | Piazzamento |
| ---------------- | ---------------- | ---------------- | ---------- | ---------- | ---------- | ---------- | --------------- | --------------- | --------------- | --------------- | --------------- | ------------------ | ------------------ | ------------------ | ------------------ | ------------------ | ----------- | ----------- | ----------- | ----------- | ----------- | ------ | ------ | ------ | ------ | ---------- | ----------- |
| nov. 2011-2012   | Hibernian        | SPL              | 23         | 5          | 4          | 14         | SC+CdL          | 5+0             | 4               | 0               | 1               | -                  | -                  | -                  | -                  | -                  | -           | -           | -           | -           | -           | 28     | 9      | 4      | 15     | 32,14      | Sub. 11º    |
| 2012-2013        | Hibernian        | SPL              | 38         | 13         | 12         | 13         | SC+CdL          | 5+1             | 3+0             | 1+0             | 1+1             | -                  | -                  | -                  | -                  | -                  | -           | -           | -           | -           | -           | 44     | 16     | 13     | 15     | 36,36      | 7º          |
| ago.-nov. 2013   | Hibernian        | SP               | 13         | 5          | 3          | 5          | SC+CdL          | 0+2             | 1               | 0               | 1               | UEL                | 2                  | 0                  | 0                  | 2                  | -           | -           | -           | -           | -           | 17     | 6      | 3      | 8      | 35,29      | Eson.       |
| Totale Hibernian | Totale Hibernian | Totale Hibernian | 74         | 23         | 19         | 32         |                 | 13              | 8               | 1               | 4               |                    | 2                  | 0                  | 0                  | 2                  |             | -           | -           | -           | -           | 89     | 31     | 20     | 38     | 34,83      |             |
| Totale carriera  | Totale carriera  | Totale carriera  | -          | -          | -          | -          |                 | -               | -               | -               | -               |                    | -                  | -                  | -                  | -                  |             | -           | -           | -           | -           | 0      | 0      | 0      | 0      | —          |             |

## Palmarès

### Giocatore

#### Club
- Campionato irlandese: 3

St. Patrick's: 1989-1990
Shelbourne: 1999-2000, 2001-2002
- Coppa d'Irlanda: 2

Bohemians: 1992
Shelbourne: 2000
- Campionato nordirlandese: 1

Linfield: 1993-1994
- Irish Cup: 2

Linfield: 1994, 1995

#### Individuale
- Giocatore dell'anno della PFAI: 2

1992, 2000

### Allenatore
- Campionato irlandese: 5

Shelbourne: 2003, 2004, 2006
Bohemians: 2008, 2009
- Coppa d'Irlanda: 1

Bohemians: 2008
- Coppa di Lega irlandese: 1

Bohemians: 2009
- Setanta Sports Cup: 1

Bohemians: 2010